# Сабіх
Сабіх (івр. סביח, трансліт. saˈbiχ) — страва ізраїльської кухні. Являє собою піту або лаффу зі смаженими баклажанами, вареними яйцями, салатом кацуц, петрушкою, з манговим соусом амба і соусом тахіні. Інгредієнти сабіха засновані на традиційному іракському швидкому сніданку. Сабіх подається в багатьох ресторанах і забігайлівках по всьому Ізраїлю, популярна вулична їжа.

## Етимологія
Існує кілька теорій походження назви Сабіх.
Багато хто вважає, що вона пов'язана з ім'ям Сабіха Цві Халабі, євреєм, що народився в Іраку, який заправляв ресторанчиком в Рамат-Гані, і якому приписують винахід цієї страви.
Слово «сабіх» також може походити від арабського слова صباح [sˤaˈbaːħ], що означає «ранок», оскільки інгредієнти цієї страви типові для іракського сніданку.
Інша теорія у тому, що «сабіх» — це абревіатура від єврейських слів «салат, бейца, йотер хациль» (івр. סלט ביצה יותר חציל), що означає «салат, яйце, більше баклажанів». Ймовірно, це гумористична інтерпретація а, отже, бекронім.

## Історія
Ідея бутерброду сабіх, ймовірно, була принесена в Ізраїль іракськими євреями, які прибули в країну 1940-х і 1950-х роках як біженці. Вранці, коли не було часу на приготування сніданку, іракські євреї їли холодну їжу з попередньо заготовлених смажених баклажанів і круто зварених яєць, або фаршированих у лаваші, або з вареною картоплею. Баклажани готували напередодні увечері.
В Ізраїлі ці інгредієнти з часом стали популярними як фаст-фуд. Кажуть, що вперше ця страва була продана в Ізраїлі в 1961 році в невеликому кіоску на вулиці Узіель в Рамат-Гані. У 2020 році площа, що примикає до нинішнього місцезнаходження закладу, отримала назву «площа Сабіха».
Варіант без хліба чи лаваша називається салатом сабіх (івр. «סלט סביח»).

## Інгредієнти
Сабіх подається в лаваші, традиційно містить скибочки смажених баклажанів, зварені круто яйця, соус таніхи (тахіні, лимонний сік та часник), ізраїльський салат, дрібно нарізану петрушку та соус амба. В деяких варіантах використовується відварена картопля. Яйця традиційно готують хамінадо, повільно нагріваючи їх у човленті, доки вони стануть коричневими. На розсуд тої чи іншої забігайлівки страва може подаватися із зеленим чи червоним схугом як приправа і посипатися рубаною цибулею.

## Галерея

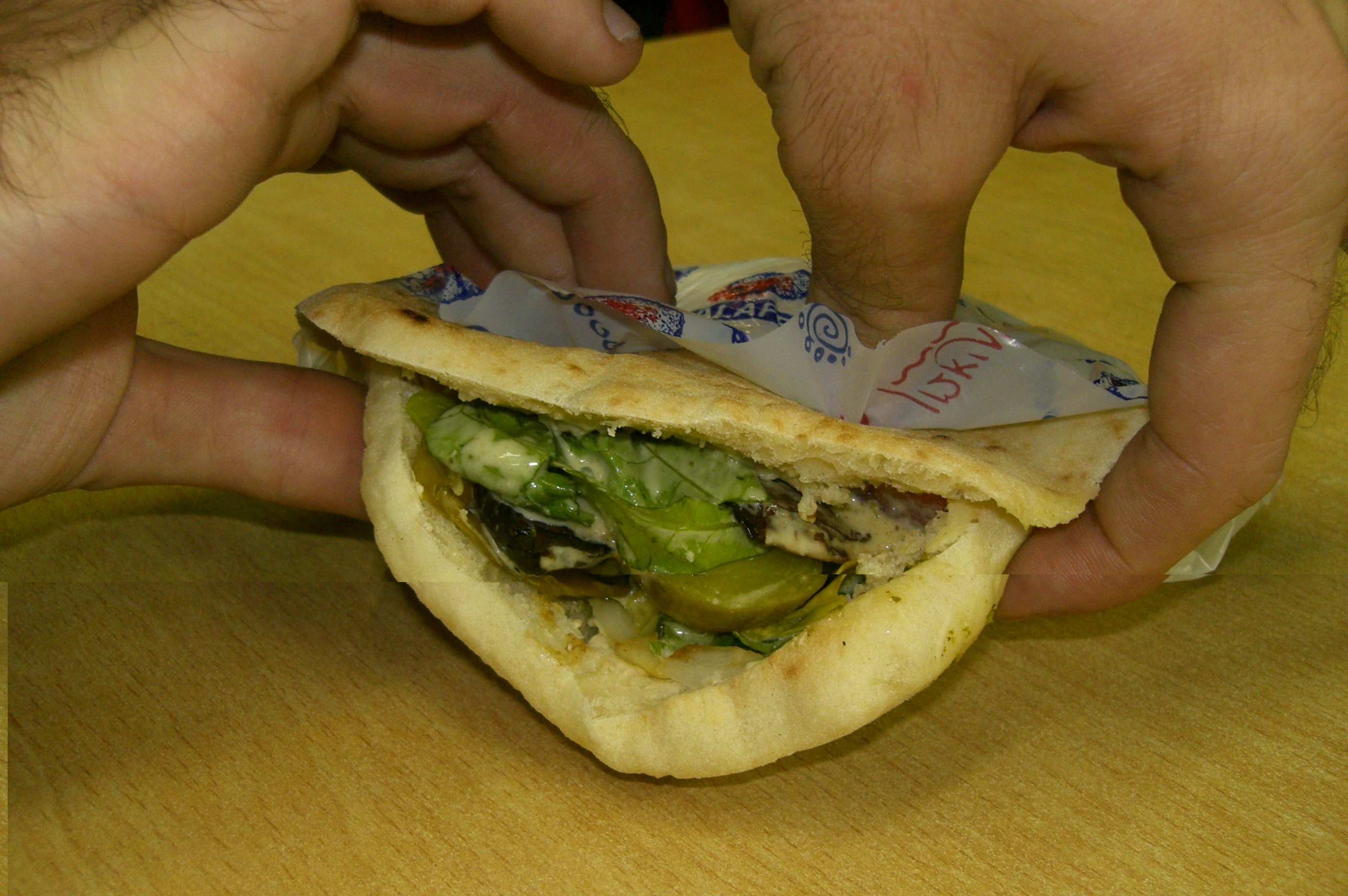
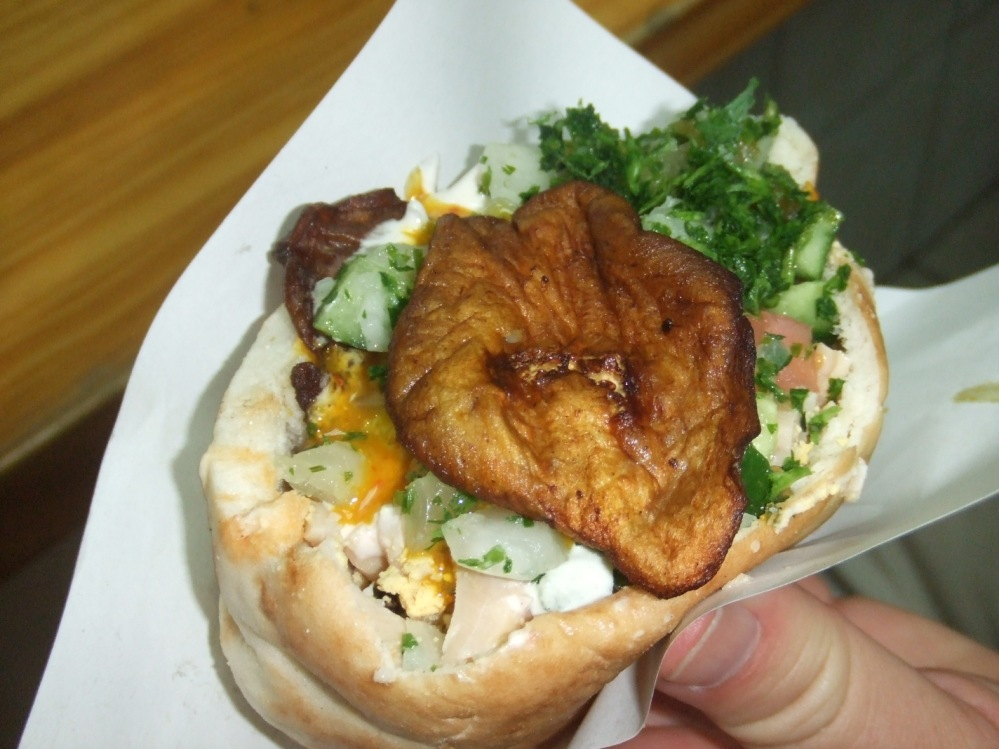
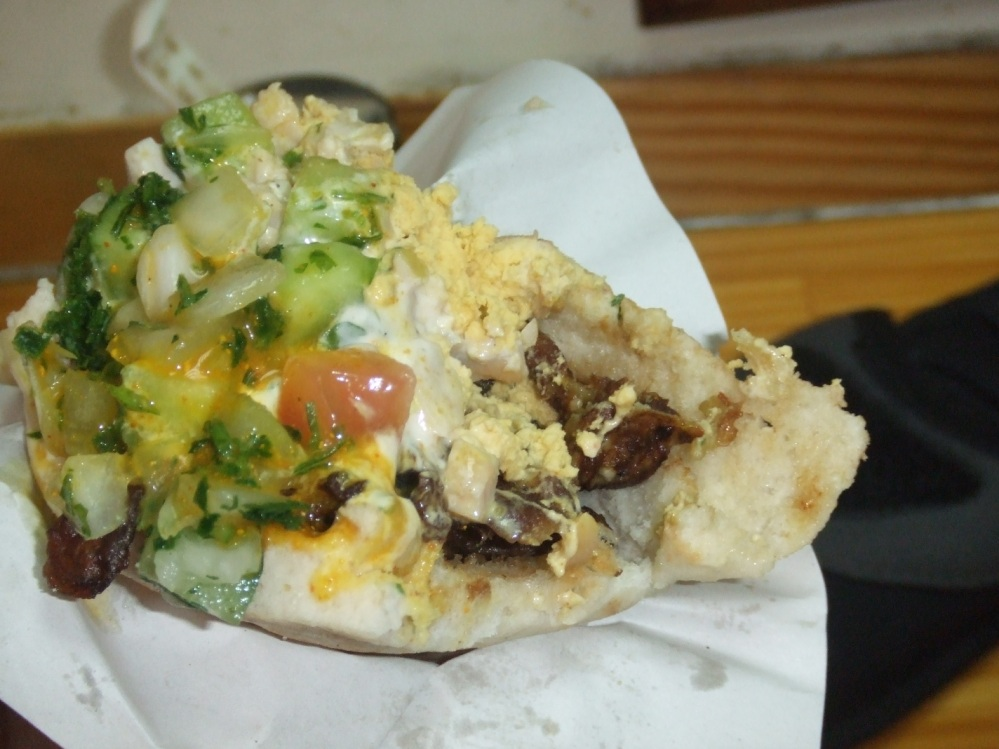